# Aéroclub féminin la Stella
L'Aéroclub Féminin la Stella est un club réunissant les femmes aéronautes sportives du début du XXe siècle. Fondée par l'aéronaute Marie Surcouf le 10 février 1909, l'association est l'issue d'une longue lutte féminine pour être reconnue en tant que professionnelles compétentes et sportives accomplies. La Stella compte alors bon nombre des femmes aéronautes qui animaient précédemment le Comité des Dames de l'Aéronautique-Club de France (ACDF). 
Le club offre un accès restreint aux hommes.

## Genèse de l'aérostation féminine

### 1783-1798: les pionnières
Au début de l'aérostation, les vols étaient souvent des vols de démonstration, des vols commerciaux où l'on faisait le spectacle de la femme qui en tant que professionnelle surpassait bien souvent l'homme dans son art.
Les femmes s'affirment dans la pratique aérostatique dès le début du XIXe siècle malgré les obstacles. Les hommes trouvent cela contre nature mais cela n'empêche pas leurs femmes de suivre les exemples de mesdemoiselles Tible et Sage qui s'envolèrent dès 1784 et 1785. Les autorités tentent de mettre des bâtons dans les roues des femmes aéronautes pour qu'elles renoncent à leurs projets qui d'après eux sont contraires à la morale.
Sous le Directoire, le célèbre André-Jacques Garnerin, aéronaute et premier parachutiste au monde, fait courir le bruit qu'il embarquera la célèbre comédienne de l'époque Célestine Henri. L'Académie des sciences s'en offusque et invente que les organes féminins ne sont pas assez solides pour sortir indemnes d'une telle expérience. Les autorités appuient ce point de vue en défendant en outre que le vol d'un équipage mixte est réprouvé par la morale et les bonnes mœurs et le vol est donc interdit.

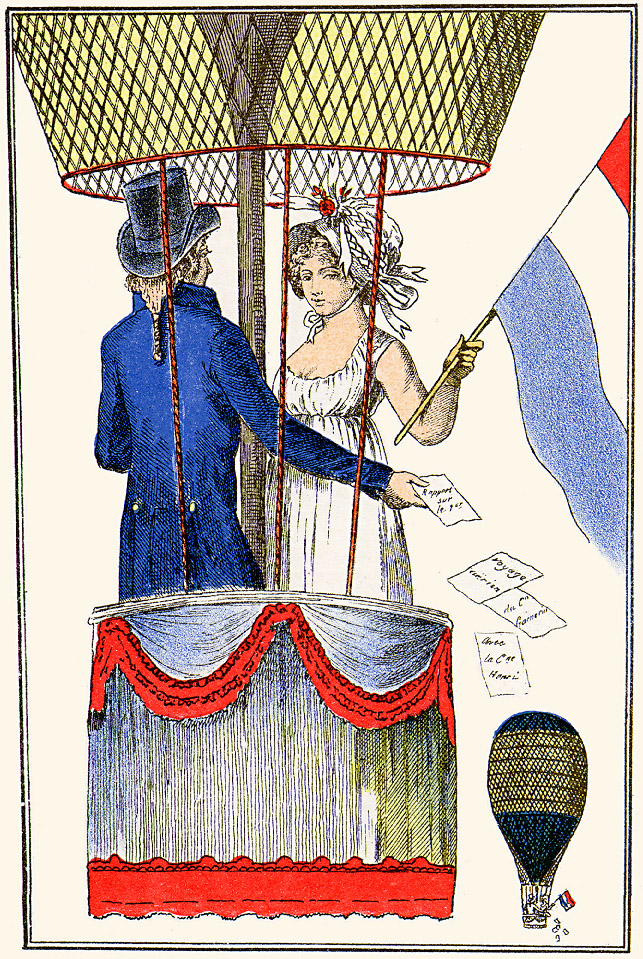
Illustration du vol d'André-Jacques Garnerin et Célestine Henri.

### 1798-1870: les aéronautes féminines professionnelles
Cependant nous sommes en 1798, au lendemain de la Révolution et l'Administration départementale tranche en faveur de Monsieur Garnerin et Mademoiselle Henri : que deux personnes de sexes opposés montent dans la nacelle d'un aérostat n'est pas plus amoral que deux personnes de sexes opposés montant dans la même voiture, de plus une femme majeure est en droit d'attendre les mêmes privilèges qu'un homme. Cette décision fera par la suite force de loi et encouragera les femmes à devenir aéronautes.
Ainsi en 1805, Sophie Blanchard, l'épouse du célèbre aéronaute Jean-Pierre Blanchard devient la première aéronaute à voler régulièrement en tant que pilote. Madame Blanchard sera même pilote professionnelle de ballon puisqu'elle organisera des vols contre rémunération.
Cet enthousiasme se poursuivra jusqu'à la fin du Second Empire. La tenue des aéronautes étant tout aussi observée que leurs performances…
On constate au XIXe siècle que 90 % des ascensions sont effectuées par des aéronautes professionnels. Le tableau suivant montre que l'aérostation féminine est plus professionnelle que l'aérostation masculine :
|                | Nombre de femmes | Nombre d'hommes |
| -------------- | ---------------- | --------------- |
| Amateurs       | 48               | 455             |
| Professionnels | 20               | 36              |

Comme nous l'avons vu précédemment de nombreuses femmes aéronautes sont des épouses d'aéronautes, mais elles sont aussi souvent des filles ou des nièces d'aéronautes comme Élisa Garnerin, la nièce d'André-Jacques Garnerin qui effectuera 39 ascensions et sauts en parachute entre 1815 et 1835. Les familles les plus connues sont les Garnerin (André-Jacques, Olivier, Jeanne et Élisa) les Blanchard (Sophie et Jean-Pierre), les Robertson, les Green, les Lartet, les Poitevin (mari et femme, Jean Eugène Poitevin et Louise Poitevin) et les Godard. Ces familles sont souvent d'extraction sociale modeste.
C'est d'ailleurs Sophie Blanchard, ayant effectué plus de 67 ascensions  et des descentes en parachute en France et en Italie après la mort de son mari en 1809, qui remplacera André-Jacques Garnerin en tant qu'Aérostier Officiel des fêtes du Gouvernement durant le Premier Empire jusqu'à sa mort accidentelle, en 1819 à Paris, dans l'incendie de son ballon alors qu'elle tirait des fusées « vénitiennes » lors d'une ascension nocturne.

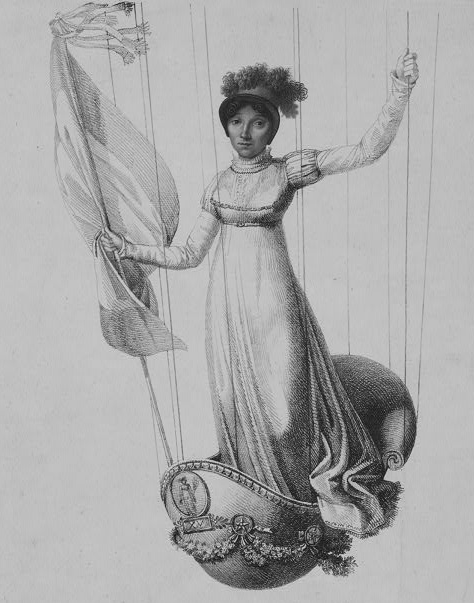
Sophie Blanchard.

### 1870-1909: discrédit et reconquête
Au début de la IIIe République, l'aérostation se veut aérostation sportive, scientifique ou militaire. Les femmes sont exclues d'office par les hommes qui veulent se démarquer de l'aérostation-spectacle, ils reprochent même aux femmes de s'être prostituées dans la pratique professionnelle de l'aérostation et de fait les femmes se retrouvent au chômage technique. Ajoutons à cela le fait qu'après la guerre franco-prussienne les médecins prennent conscience de la dénatalité et le rôle de la femme dans cette société est donc plus que jamais de devenir épouse puis mère.
Néanmoins les femmes persistent, en moindre nombre et discréditées par leurs homologues masculins mais présentes tout de même telles la comédienne Léa d'Asco en 1887 et la musicienne Camille du Gast en 1895.
L'Aéroclub de France créé en 1898 ne voyait pas les choses autrement que la majorité même si l'on vit naître un Challenge des Femmes aéronautes en 1902 qui consistait en une épreuve de distance où les femmes restaient des passagères de pilotes brevetés hommes. Ces passagères étaient des personnes de la haute société. La compétition se renouvela en 1903 dans les mêmes conditions.
Cependant l'Aéronautique Club de France (ACDF) fondé en octobre 1897, comptait depuis janvier 1906 une section féminine ou Comité des Dames dont la présidence fut assurée par Marie Surcouf. Mme Émile Carton, épouse d'un constructeur aéronautique célèbre, membre du Club, effectua le 6 mai 1906 une première ascension seule à bord. Marie Surcouf quant à elle, brevetée pilote le 28 juillet 1906, exécute le 23 août de la même année à bord du ballon « Bengali », son premier vol en tant que pilote, accompagnée de Mlle Gache, la secrétaire du Comité. Ce vol, il s’agit du premier vol d’un équipage féminin, va mener les deux femmes du parc des Coteaux de Saint-Cloud, à Neuilly-sur-Marne et ce en 2 h 45 de vol.
À la suite d'un différend avec le Comité de direction de l'ACDF, Marie Surcouf démissionne le 6 avril 1908 de la présidence du Comité des Dames, entraînant avec elle la plupart des membres féminins du Comité. Elle crée la Stella le 13 février 1909.
Entre-temps une nouvelle société baptisée le Club Français des Touristes Aériens est fondé le 18 septembre 1908. Cette société possède en son sein un Comité des Dames, nommé le Fémina Club Aéronautique, dont la présidence est assurée par Mme Allier et le secrétariat par Mme Colin. Le siège social de ce club féminin est situé à partir de 20 septembre 1908 au 149 rue Saint-Honoré. Ce club féminin semble avoir eu une existence éphémère.

## Création de l'aéroclub féminin la Stella et essor de l'aérostation féminine
Marie Surcouf fonde le club féminin la Stella le 10 février 1909. Parmi les membres du Comité de direction de la Stella, on trouve Mmes Blériot, Max-Vincent et d'anciennes membres du Comité des Dames de l'Aéronautique-Club de France, Mmes Airault, Albufeda, Desfossé-Dalloz et la présidente Mme Surcouf. Le 15 avril 1909, la Stella devient une des sociétés affiliée à l’Aéro-Club de France.
Le siège social est installé dans un premier temps au domicile de Marie Surcouf, au 92 bis boulevard Pereire à Paris, puis déménage successivement au 25 rue de Marignan et au 86 boulevard Flandrin. À partir de mars 1916, le siège social est au 6 rue de l'Amiral-Courbet, dans l'hôtel particulier mis à disposition par M. et Mme Richefeu, puis au 5 rue Chernoviz en 1920, adresse de Mme Surcouf-Bayard après son divorce.
Au sein de la Stella, les hommes sont admis en tant que membres mais n'ont pas le droit de faire partie des membres décisionnaires de l'association, ils peuvent accompagner leurs épouses en tant que passagers. « La Stella, déclarait Marie Surcouf, est un club féminin qui permet aux pères, maris, fils ou frères, de ses adhérentes de les accompagner dans leurs voyages aériens. » Très rapidement, le club évolue avec un recrutement plus mondain (la princesse de Polignac, la comtesse de Poliakoff ou la duchesse d’Uzès) ou de notabilités (Mme Gabrielli, femme du sénateur Gabrielli…). Parallèlement, le club organise des conférences, des soirées artistiques avec chants lyriques, des parties de thé baptisées « Stella-Thé », tout en reprenant la tradition des banquets annuels à l’exemple de celui organisé le 15 février 1912 dans les salons du Palais d’Orsay. Par ailleurs, outre les ascensions et les vols en avion, des visites d’installations aéronautiques (hangars de la société Astra, le terrain de Villacoublay ou celui de Buc) animent la vie du club.
À partir d’octobre 1912, les réunions du Comité et les attractions mondaines de la Stella ne se déroulent plus dans les salons de l’hôtel Crillon comme il en était coutume depuis la création du club, mais à l’hôtel Astoria, situé au 133 avenue des Champs-Élysées.
Le 17 juin 1909, Marie Surcouf après son brevet d'aéronaute obtenu à l'Aéronautique-Club de France, obtient le premier brevet de pilote sportif attribué à une femme. Ce brevet est commun aux hommes et aux femmes et les conditions d'obtention sont définies par l'Aéro-Club de France, à savoir 10 ascensions dont 2 seules à bord et une de nuit. Elle est suivie en août 1910 par Mlle Tissot et Mme Airault. À partir de cette année 1912, La Stella est reconnue apte à délivrer des brevets d'aéronautes aux normes de la Fédération aéronautique internationale, créée en 1905.
En 1911, la Stella compte 122 adhérents, dont 79 femmes. En cette même année 1911, aux 65 ascensions en ballons sphériques et aux 14 ascensions en dirigeable, se sont ajoutés les 10 vols en aéroplanes effectués dans un premier temps pour les « Stelliennes » comme passagères. Les vols ont lieu à Villacoublay, Port-Aviation, Issy-les-Moulineaux pour la plupart du temps.
En décembre 1913, la Stella compte 350 membres. À l’Assemblée générale du 17 mars 1914, il est précisé que la Stella compte 6 pilotes féminins d’aérostats et 7 pilotes aviatrices : Mmes Jeanne Pallier, Carmen Damedoz, Marthe Richer, Hélène de Plagino, Béatrix de Rijk, Marie-Louise Driancourt, Mlle Hélène Dutrieu. 

Les activités aéronautiques et mondaines du club étant suspendues dès août 1914, la Stella, sous l'impulsion de sa présidente, organise principalement pendant la durée de la guerre, des œuvres de bienfaisance au profit de l'aéronautique militaire. Cependant, la Stella ne résiste pas au conflit de la Première Guerre mondiale. Au milieu des années 1920, Marie Surcouf tente de relancer l'aéroclub féminin sans grand succès. Finalement, l'annonce de la dissolution de la Stella est faite le 30 juin 1926 à la réunion de la Commission permanente consultative des sociétés affiliées à l'Aéro-Club de France

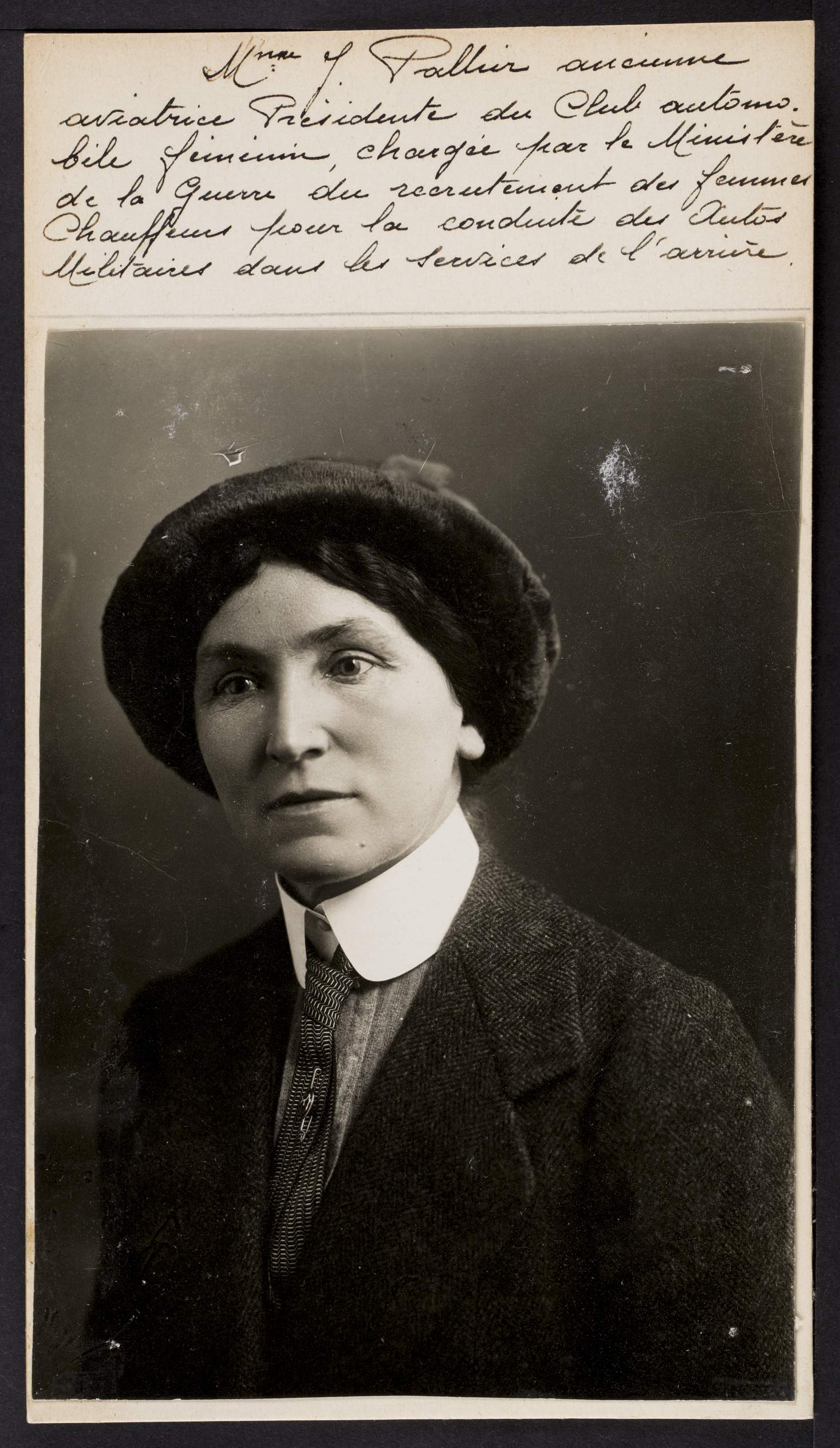
Jeanne Pallier.

Quelques membres de le Stella sont restées dans les mémoires, parmi elles :
- Marie Surcouf, fondatrice de la Stella, aéronaute, brevetée pilote aéronaute par l'Aéronautique-Club de France le 28 juillet 1906. Exécute le 23 août 1906 à bord du ballon « Bengali », son premier vol en tant que pilote, accompagnée de Mlle Gache, la secrétaire du Comité. Ce vol est le premier vol d’un équipage féminin, qui va mener les deux femmes du Parc des Coteaux de Saint-Cloud, à Neuilly sur Marne et ce en 2 h 45 de vol. Marie Surcouf est aussi la première femme brevetée aéronaute sportive par l'Aéro-club de France.
- Marie Goldschmidt, dirigeante de la Stella, brevetée aéronaute en 1911.
- Hélène Dutrieu, aviatrice belge, première femme pilote belge (Brevet de Pilote d'aéroplane no 27 de l'aéroclub de Belgique, 23 novembre 1910)
- Jane Herveu, aviatrice (brevet de pilote d'aéroplane no 318, 7 décembre 1910)
- Marie-Louise Driancourt, aviatrice (Brevet de Pilote d'aéroplane no 525, 6 juin 1911)
- Beatrix de Rijk, aviatrice hollandaise, première femme pilote hollandaise (Brevet de Pilote d'aéroplane no 652, 10 octobre 1911)
- Jeanne Pallier, aviatrice (Brevet de Pilote d'aéroplane no 1012, 6 septembre 1912)
- Marthe Richer, aviatrice (Brevet de Pilote d'aéroplane no 1369, 23 juin 1913)
- Hélène de Plagino, aviatrice (Brevet de Pilote d'aéroplane no 1399 4 juillet 1913)
- Carmen Damedoz, aviatrice (Brevet de Pilote d'aéroplane no 1449, 5 septembre 1913)
- Mme Emile Carton, aéronaute. A rejoint le conseil le 6 mai 1906

## L'Union patriotique des aviatrices françaises
En 1914, plusieurs aviatrices de la Stella créent l'Union patriotique des aviatrices françaises.
L'activité de la Stella stoppe avec la Première Guerre mondiale. Marie Marvingt et Jane Herveu auraient tenté d'établir un service d'évacuation des blessés pendant la guerre. Ce fait n'est pas avéré.
De même, Marie Marvingt a reçu une médaille militaire pour avoir bombardé une base allemande en 1915. Ce fait reste assez obscur de même que le rôle de Marie Marvingt dans la guerre.
Marthe Richer plus connue sous le nom de Marthe Richard, est devenue espionne après la mort de son mari en 1916 et une polémique existe sur le rôle qu'elle a joué dans la guerre et ses accomplissements postérieurs.